# Canton de Dole-1
Le canton de Dole-1 est une circonscription électorale française du département du Jura.

## Histoire
Un nouveau découpage territorial du Jura entre en vigueur à l'occasion des élections départementales de 2015. Il est défini par le décret du 17 février 2014, en application des lois du 17 mai 2013 (loi organique 2013-402 et loi 2013-403). Les conseillers départementaux sont, à compter de ces élections, élus au scrutin majoritaire binominal mixte. Les électeurs de chaque canton élisent au Conseil départemental, nouvelle appellation du Conseil général, deux membres de sexe différent, qui se présentent en binôme de candidats. Les conseillers départementaux sont élus pour 6 ans au scrutin binominal majoritaire à deux tours, l'accès au second tour nécessitant 12,5 % des inscrits au 1er tour. En outre la totalité des conseillers départementaux est renouvelée. Ce nouveau mode de scrutin nécessite un redécoupage des cantons dont le nombre est divisé par deux avec arrondi à l'unité impaire supérieure si ce nombre n'est pas entier impair, assorti de conditions de seuils minimaux. Dans le Jura, le nombre de cantons passe ainsi de 34 à 17.
Le canton de Dole-1 est formé de communes des anciens cantons de Dole-Nord-Est (4 communes). Le canton est entièrement inclus dans l'arrondissement de Dole. Le bureau centralisateur est situé à Dole.

## Représentation
| Période élective | Période élective | Mandat | Mandat   | Identité              | Nuance | Nuance | Qualité |
| ---------------- | ---------------- | ------ | -------- | --------------------- | ------ | ------ | --- |
| 2015             | 2021             | 2015   | 2021     | Jean-Baptiste Gagnoux |        | DVD    | Premier adjoint au maire de Dole (2014-2017) Maire de Dole (depuis 2017)                                                        |
| 2015             | 2021             | 2015   | 2021     | Christine Riotte      |        | UDI    | Adjointe au maire de Foucherans (jusqu'en 2020) Maire de Foucherans (depuis 2020) 9ème Vice-Présidente du Conseil départemental |
| 2021             | 2028             | 2021   | en cours | Jean-Baptiste Gagnoux |        | LR     | Conseiller sortant Septième vice-président chargé du numérique, de la modernisation de l'Institution et de la communication     |
| 2021             | 2028             | 2021   | en cours | Christine Riotte      |        | LR     | Conseillère sortante |

### Résultats détaillés

#### Élections de mars 2015
À l'issue du 1er tour des élections départementales de 2015, trois binômes sont en ballottage : Jean-Baptiste Gagnoux et Christine Riotte (Union de la Droite, 40,05 %), Karine Romaire et Patrick Viverge (DVG, 35,2 %) et Christian Bourgeois et Maud Roussel (FN, 24,74 %). Le taux de participation est de 54,29 % (7 056 votants sur 12 996 inscrits) contre 56,35 % au niveau départemental et 50,17 % au niveau national.
Au second tour, Jean-Baptiste Gagnoux et Christine Riotte (Union de la Droite) sont élus avec 41,07 % des suffrages exprimés et un taux de participation de 56,12 % (2 889 voix pour 7 294 votants et 12 996 inscrits).

#### Élections de juin 2021
Le premier tour des élections départementales de 2021 est marqué par un très faible taux de participation (33,26 % au niveau national). Dans le canton de Dole-1, ce taux de participation est de 35,84 % (4 808 votants sur 13 415 inscrits) contre 35,65 % au niveau départemental. À l'issue de ce premier tour, deux binômes sont en ballottage : Jean-Baptiste Gagnoux et Christine Riotte (Union à droite, 50,27 %) et Véronique Besancon et Nicolas Roques (binôme écologiste, 20,24 %).
Le second tour des élections est marqué une nouvelle fois par une abstention massive équivalente au premier tour. Les taux de participation sont de 34,36 % au niveau national, 37,47 % dans le département et 38,41 % dans le canton de Dole-1. Jean-Baptiste Gagnoux et Christine Riotte (Union à droite) sont élus avec 64,78 % des suffrages exprimés (3 088 voix pour 5 156 votants et 13 424 inscrits),,.

## Composition
| Nom                          | Code Insee | Intercommunalité | Superficie (km2) | Population (dernière pop. légale)                | Densité (hab./km2) | Modifier                                    |
| ---------------------------- | ---------- | ---------------- | ---------------- | ------------------------------------------------ | ------------------ | ------------------------------------------- |
| Dole (bureau centralisateur) | 39198      | CA Grand Dole    | 38,37            | Fraction : 13 727 (2022) Commune : 23 784 (2022) | 620                | modifier les données · modifier les données |
| Champvans                    | 39101      | CA Grand Dole    | 14,22            | 1 460 (2022)                                     | 103                | modifier les données · modifier les données |
| Foucherans                   | 39233      | CA Grand Dole    | 7,70             | 2 286 (2022)                                     | 297                | modifier les données · modifier les données |
| Monnières                    | 39345      | CA Grand Dole    | 2,06             | 390 (2022)                                       | 189                | modifier les données · modifier les données |
| Sampans                      | 39501      | CA Grand Dole    | 7,58             | 1 114 (2022)                                     | 147                | modifier les données · modifier les données |
| Canton de Dole-1             | 3905       |                  |                  | 18 977 (2022)                                    |                    | modifier les données                        |

Le canton de Dole-1 comprend :
1. quatre communes entières,
2. la partie de la commune de Dole située au nord et à l'est d'une ligne définie par l'axe des voies et limites suivantes : à partir de la limite territoriale de la commune de Champvans, ligne de chemin de fer de Dole à Dijon, rue du Mont-Roland, rue du Collège-de-l'Arc, place Jean-Boyvin, rue Raguet-Lépine, rue Charles-Sauria, rue des Arènes, place du 8-Mai-1945, rue de Besançon, rue d'Enfer, place Nationale-Charles-de-Gaulle, rue du Parlement, Grande-Rue, rue Pasteur, rue du Prelot, canal du Rhône au Rhin, Grande-Rue, cours du Doubs, jusqu'à la limite territoriale de la commune de Crissey.

## Démographie
En 2022, le canton comptait 18 977 habitants, en évolution de +2,92 % par rapport à 2016 (Jura : −0,81 %, France hors Mayotte : +2,11 %).
| 2013   | 2018   | 2022   |
| ------ | ------ | ------ |
| 18 144 | 18 523 | 18 977 |